# サンタレッシオ・イン・アスプロモンテ
サンタレッシオ・イン・アスプロモンテ（イタリア語: Sant'Alessio in Aspromonte）は、イタリア共和国カラブリア州レッジョ・カラブリア県にある、人口約300人の基礎自治体（コムーネ）。

## 地理

### 位置・広がり

#### 隣接コムーネ
隣接するコムーネは以下の通り。
- ラガナーディ
- レッジョ・ディ・カラブリア
- サント・ステーファノ・イン・アスプロモンテ